# Rottenbuch

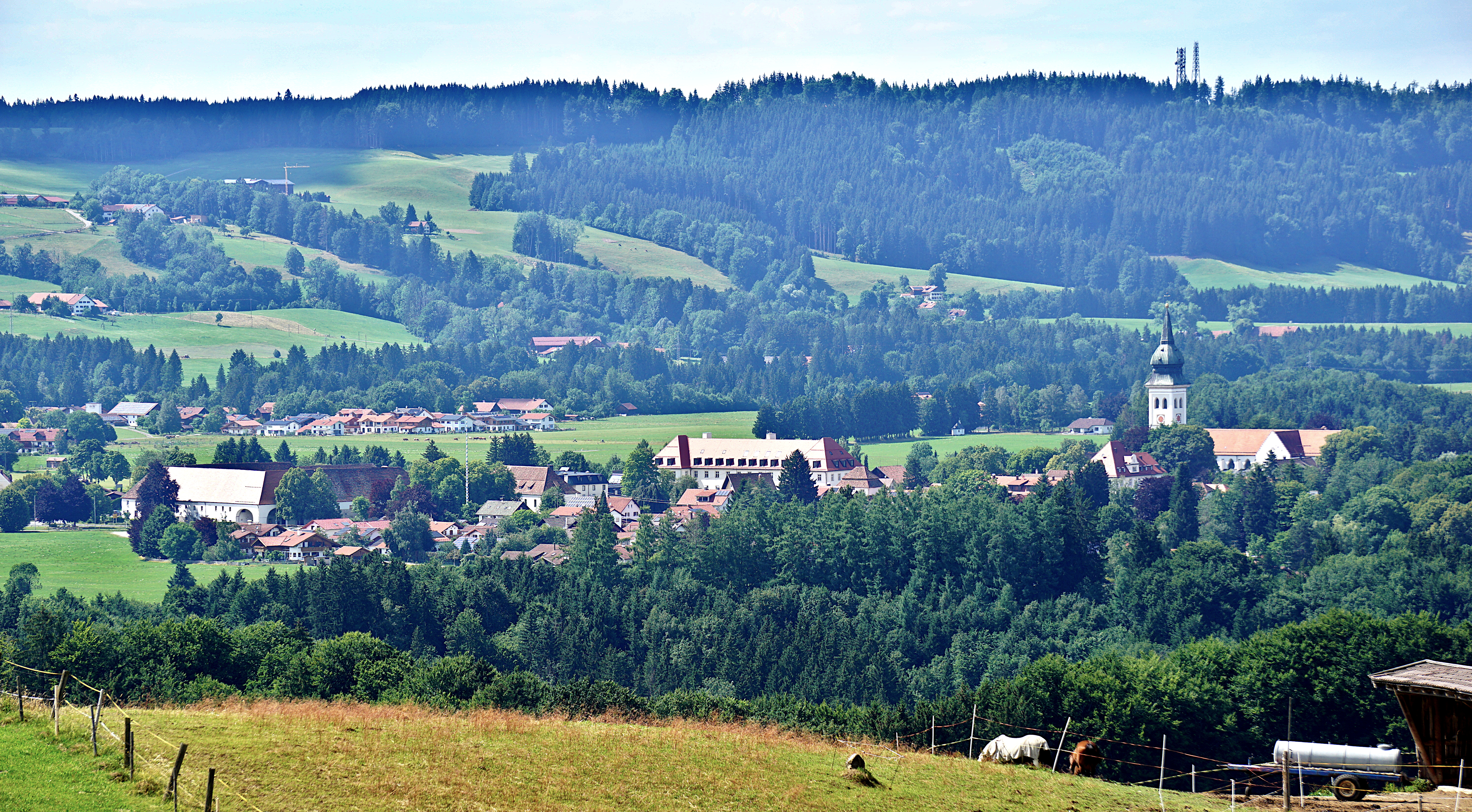
Rottenbuch von Schönberg aus gesehen

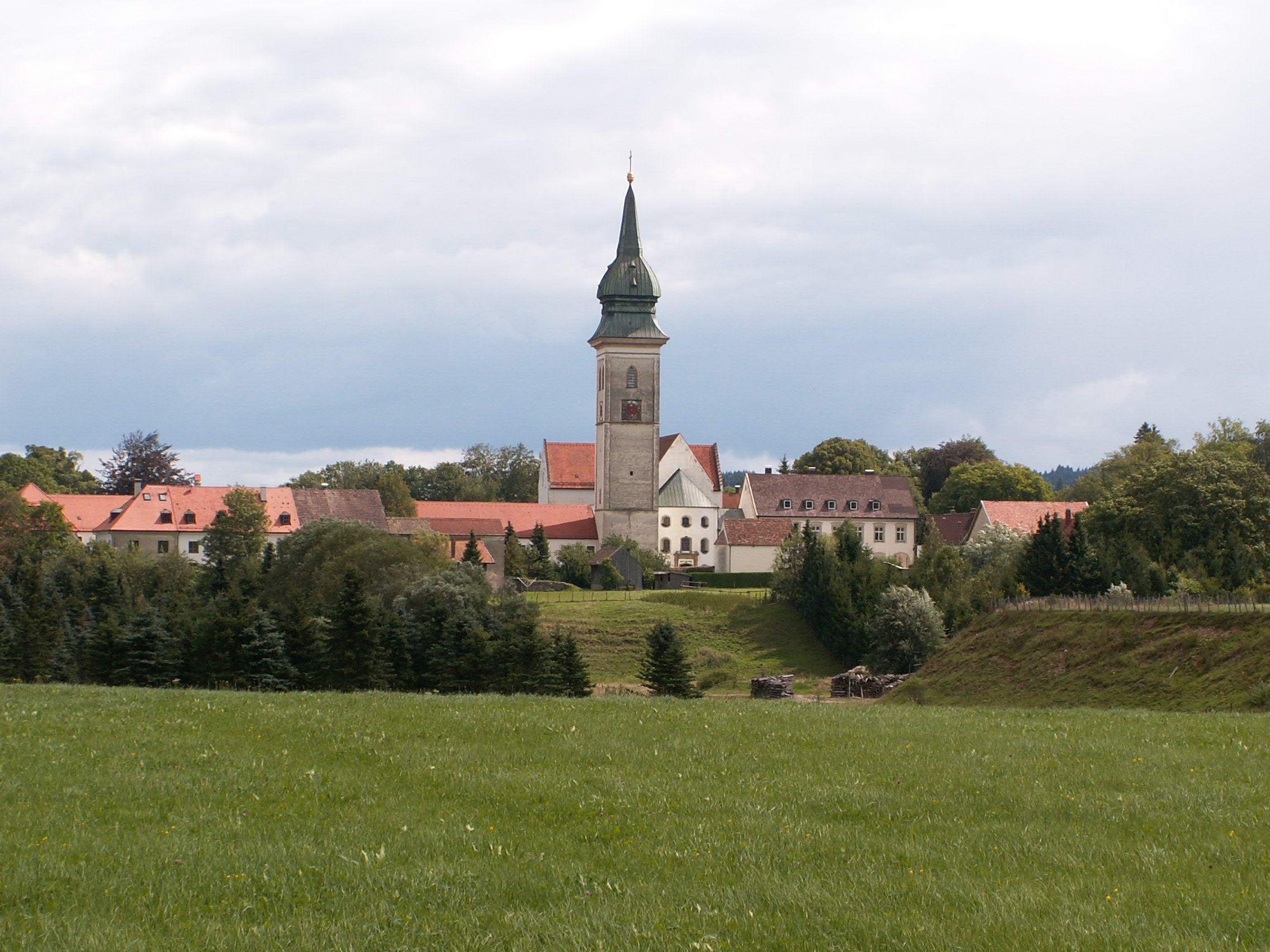
Kloster Rottenbuch von Westen

Rottenbuch ist eine Gemeinde im oberbayerischen Landkreis Weilheim-Schongau.

## Geografie
Die Gemeinde liegt in der Region Bayerisches Oberland.
Es gibt 24 Gemeindeteile (in Klammern ist der Siedlungstyp angegeben):
- Achen (Weiler)
- Ammerthal (Einöde)
- Berg (Weiler)
- Engle (Weiler)
- Hochkreit (Weiler)
- Kreit (Weiler)
- Kreitfilz (Einöde)
- Krummengraben (Dorf)
- Moos (Dorf)
- Ölberg (Dorf)
- Reiswies (Einöde)
- Ristle (Weiler)
- Rochusthal (Weiler)
- Rottenbuch (Pfarrdorf)
- Rudersau (Weiler)
- Schleifmühle (Einöde)
- Schmauzenberg (Dorf)
- Schönberg (Pfarrdorf)
- Schönegg (Einöde)
- Schwaig (Weiler)
- Schweinberg (Weiler)
- Solder (Dorf)
- Voglherd (Weiler)
- Weihanger (Dorf)

Es gibt die Gemarkungen Rottenbuch und Schönberg.

## Geschichte

### Bis zur Gemeindegründung
Der Ortsname rührt von einer Buchenrodung her, da die Anfänge des Ortes und des Klosters auf eine Rodung zurückgehen. Erste urkundliche Erwähnung war im Jahr 1073, als Welf IV. dem schon bestehenden Kloster Rottenbuch große Ländereien zu beiden Seiten der Ammer schenkte. Schon ab ca. 950 sollen aber einzelne Einsiedler in Rottenbuch klosterähnlich zusammengelebt haben. Der Ort war Teil des Kurfürstentums Bayern und bildete eine geschlossene Hofmark zusammen mit Böbing, Wildsteig und Schönberg. Durch den Reichsdeputationshauptschluss 1803 wurde die Hofmark des Klosters aufgehoben. Das Kloster Rottenbuch wurde aufgelöst und beinahe alle Chorherren mussten Rottenbuch verlassen.
Aus der ehemaligen Hofmark Rottenbuch entstanden im Zuge der Verwaltungsreformen im Königreich Bayern mit dem Gemeindeedikt von 1818 die politischen Gemeinden Rottenbuch, Böbing, Wildsteig und Schönberg, die alle zum Landgericht Schongau gehörten.

### Eingemeindungen
Im Zuge der Gebietsreform in Bayern wurde die Gemeinde Schönberg am 1. Mai 1978 eingegliedert.

### Einwohnerentwicklung
Zwischen 1988 und 2018 wuchs die Gemeinde von 1558 auf 1825 um 267 Einwohner bzw. um 17,1 %.
| Jahr          | 1840 | 1871 | 1900 | 1925 | 1939 | 1950 | 1961 | 1970 | 1987 | 1991 | 1995 | 2000 | 2005 | 2010 | 2015 | 2020 |
| Einwohnerzahl | 825  | 929  | 997  | 1199 | 1012 | 1547 | 1314 | 1386 | 1551 | 1609 | 1674 | 1749 | 1790 | 1794 | 1781 | 1808 |

## Politik

### Gemeinderat
Die Wahl zum Gemeinderat am 15. März 2020 führte in Rottenbuch zu folgendem Ergebnis:
| Partei / Liste                          | Stimmenanteil | Sitze  |        |
| CSU                                     | 29,3 %        | 4      |        |
| Freie Wählerschaft Rottenbuch-Schönberg | 44,0 %        | 5      |        |
| Schönberger Wählergemeinschaft          | 26,7 %        | 3      |        |
| Gesamt                                  | 100 %         | 12     |        |
| Wahlbeteiligung                         | 69,8 %        | 69,8 % | 69,8 % |

### Bürgermeister
- 1878–1905: Anton Utzschneider[11]
- 1905–1919: Martin Niklas[11]
- 1919–1937: Karl Berger[11]
- 1937–1943: Hans Fichtl[11]
- 1943–1945: Michael Schwaiger[11]
- 1945–1946: Alexander Freuding[11]
- 1946–1947: Heinrich Demmel[11]
- 1947–1984: Xaver Kleber[11]
- 1984–1996: Karl Echtler[11]
- 1996–2014: Andreas Keller[11] (Freie Wählerschaft, wiedergewählt 2002, 2008 mit 83,4 %)
- Seit 2014: Markus Bader[11] (Freie Wählerschaft Rottenbuch-Schönberg)

Der Erste Bürgermeister, Markus Bader, wurde bei der Kommunalwahl 2020 mit 84,9 Prozent der gültigen Stimmen im Amt bestätigt.

## Wappen
| Wappen Gde. Rottenbuch | Blasonierung: „In Silber eine bewurzelte rote Buche mit sieben Blättern.“ |
| Wappen Gde. Rottenbuch |                                                                           |

## Kultur und Sehenswürdigkeiten
Hauptsehenswürdigkeit ist das Kloster Rottenbuch. Es wurde vom bayerischen Herzog Welf IV. 1073 gegründet und 1803 säkularisiert. Die Klosterkirche Mariä Geburt, ursprünglich im romanischen Stil, wurde 1468–1480 neu errichtet. Im Inneren gibt es Arbeiten von Joseph Schmuzer und dessen Sohn Franz-Xaver Schmuzer im Rokoko-Stil, Deckenfresken von Matthäus Günther und einen Hochaltar und Orgelprospekt von Franz Xaver Schmädl. Die 1747 erbaute Orgel wurde 1962 von Nenninger weitgehend erneuert. 2021 führt Orgelbau Klais eine Sanierung und Rekonstruktion der Freiwiß-Orgel durch. Die ehemalige Stiftskirche dient heute als Pfarrkirche der Pfarrei Mariä Geburt Rottenbuch. Auf dem Nordaltar ist ein Marienbild von Erasmus Grasser aus dem Jahr 1493.

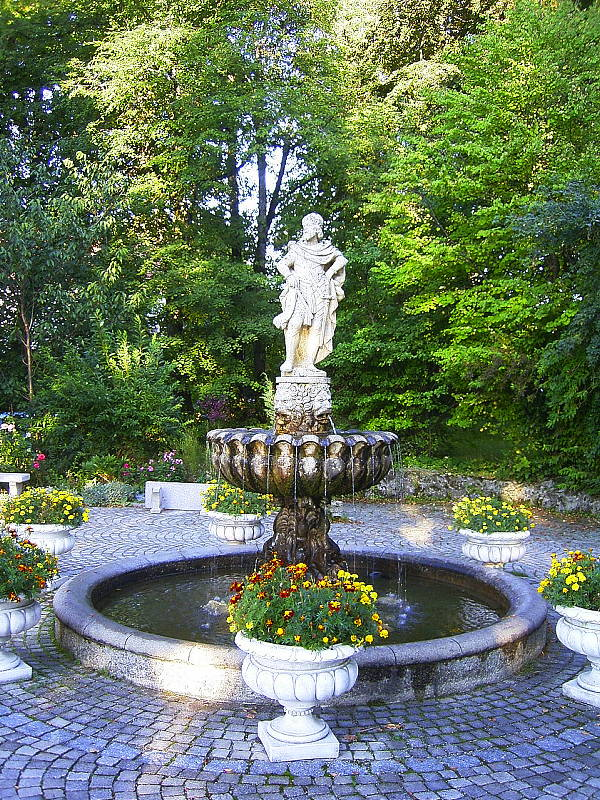
Welfenbrunnen vor dem Bootenhaus in Rottenbuch
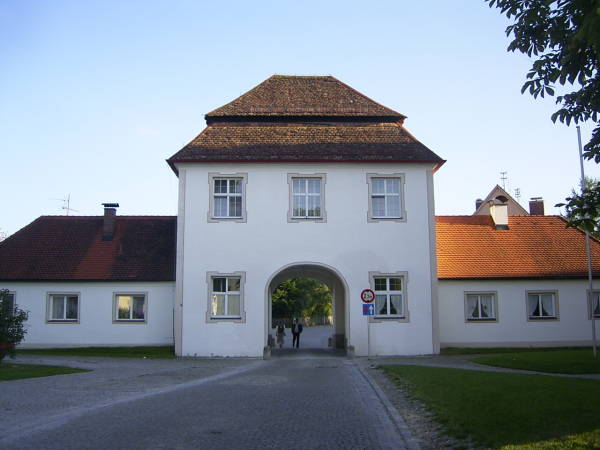
Der Torbogen in Rottenbuch
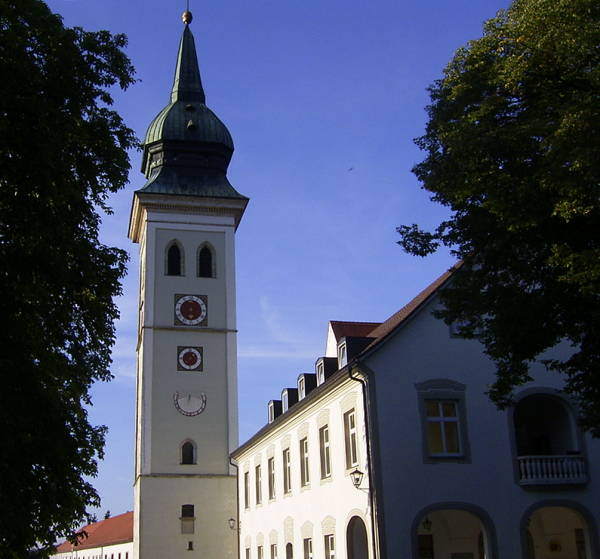
Der Kirchturm der ehem. Stiftskirche
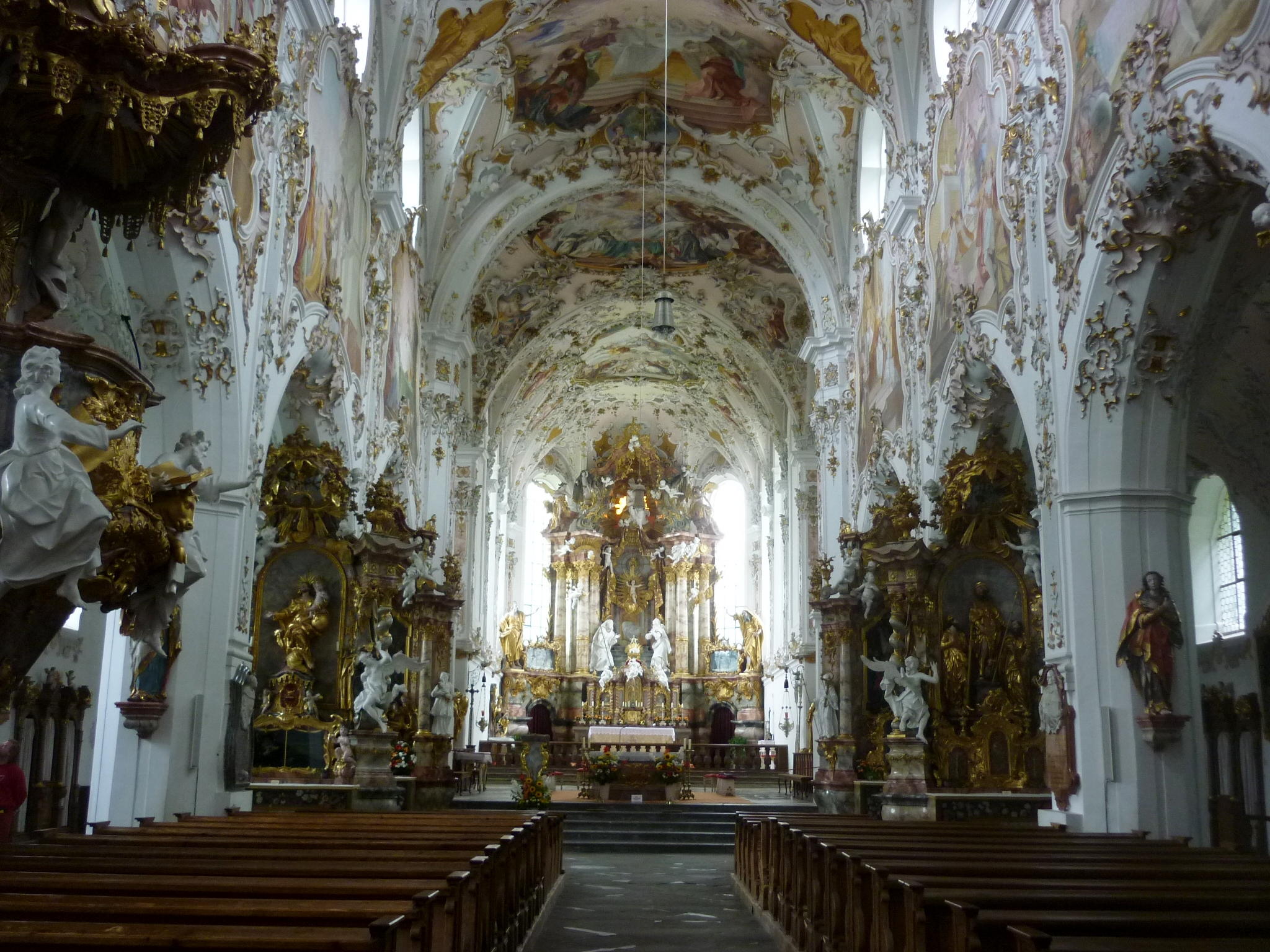
Der Innenraum im Stile des Rokoko
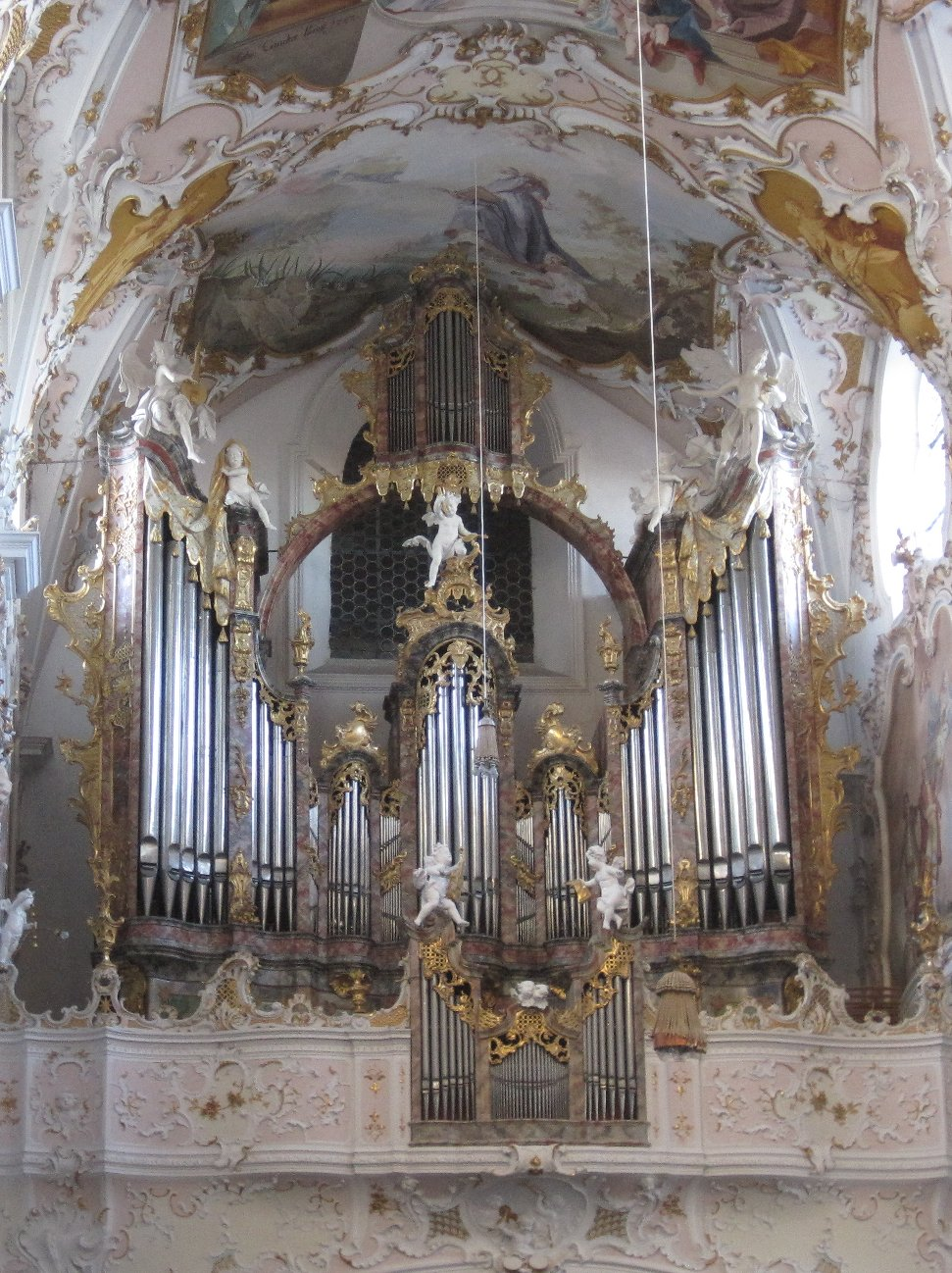
Die Orgel
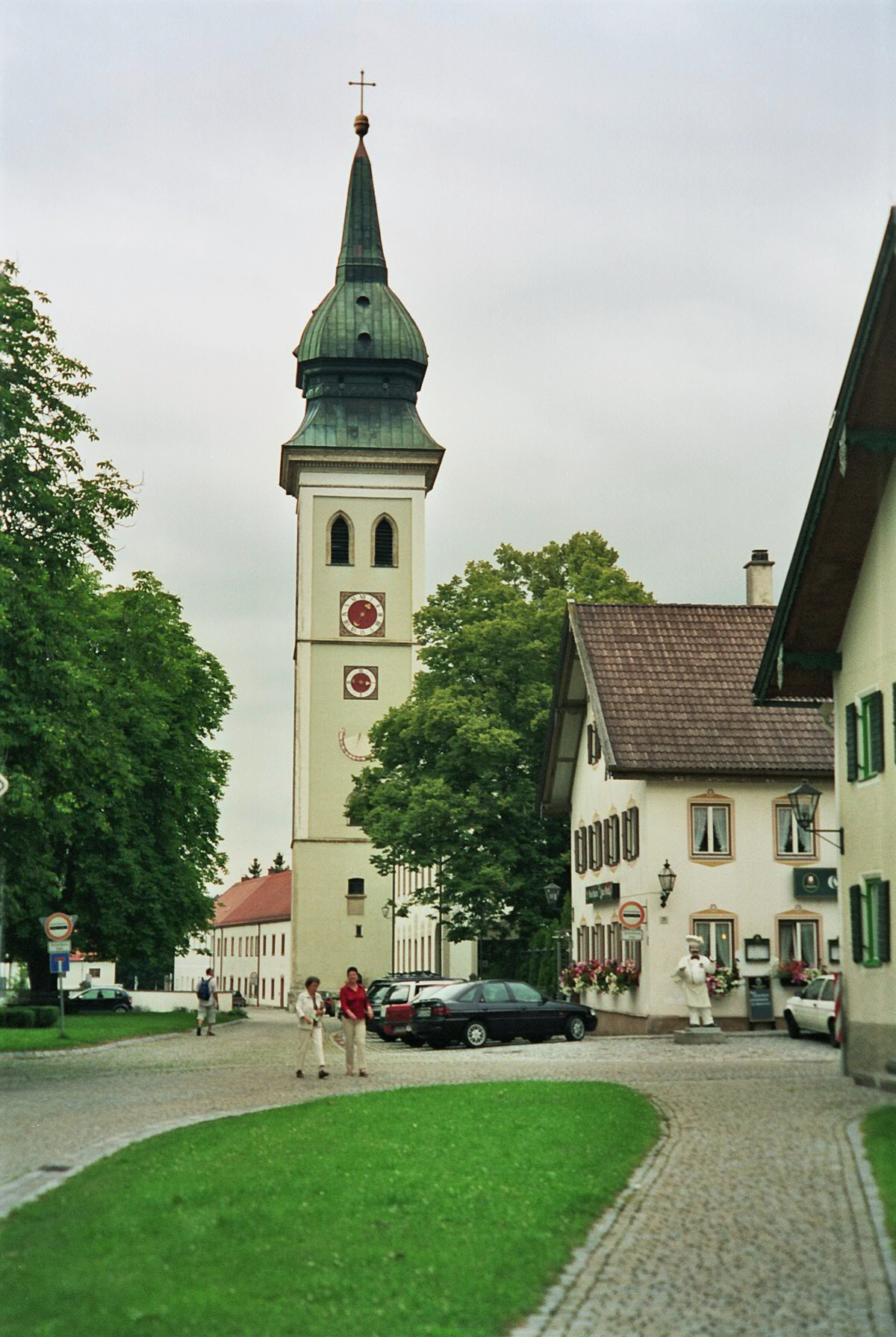
Der sanierte Klosterhof
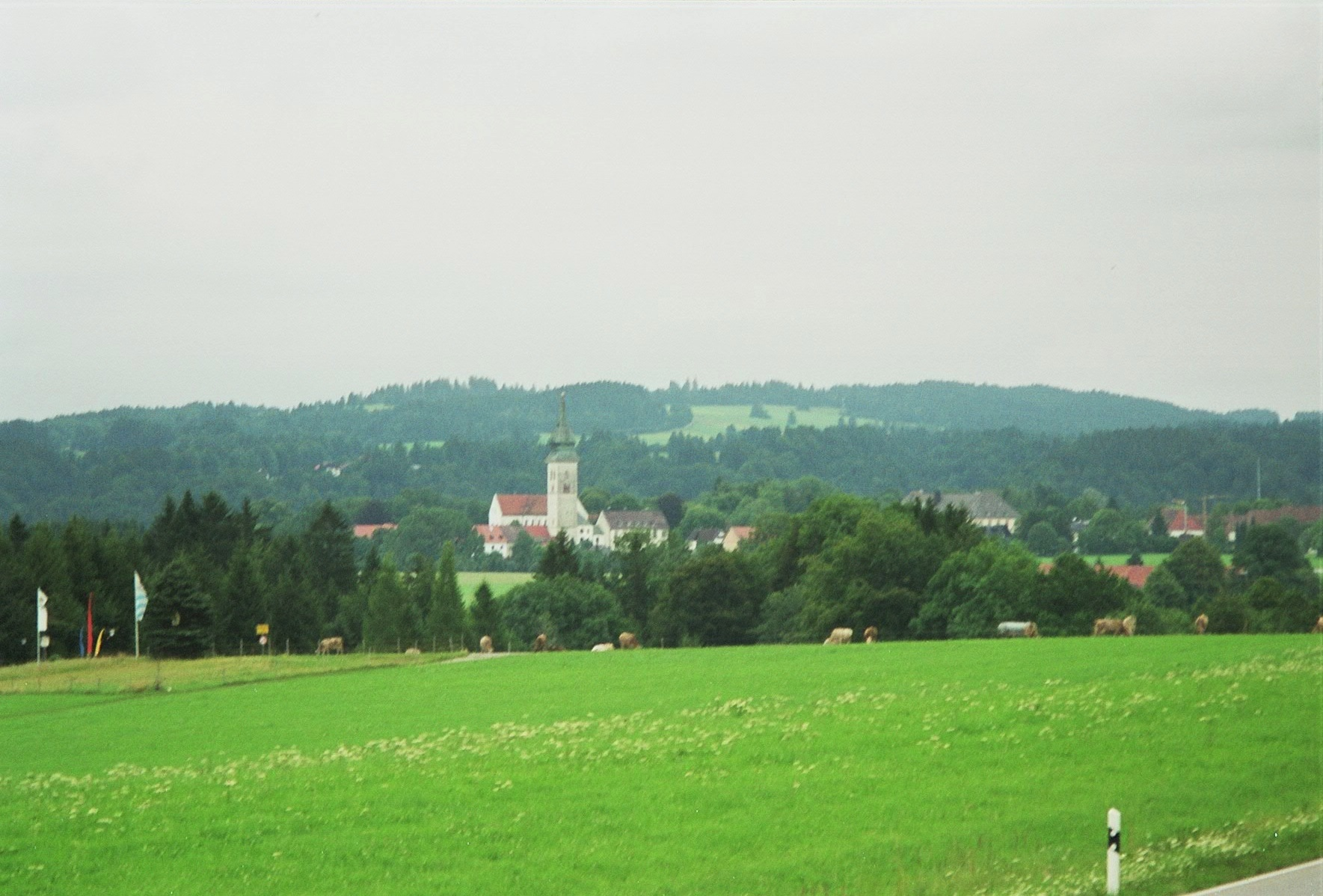
Rottenbuch von Westen
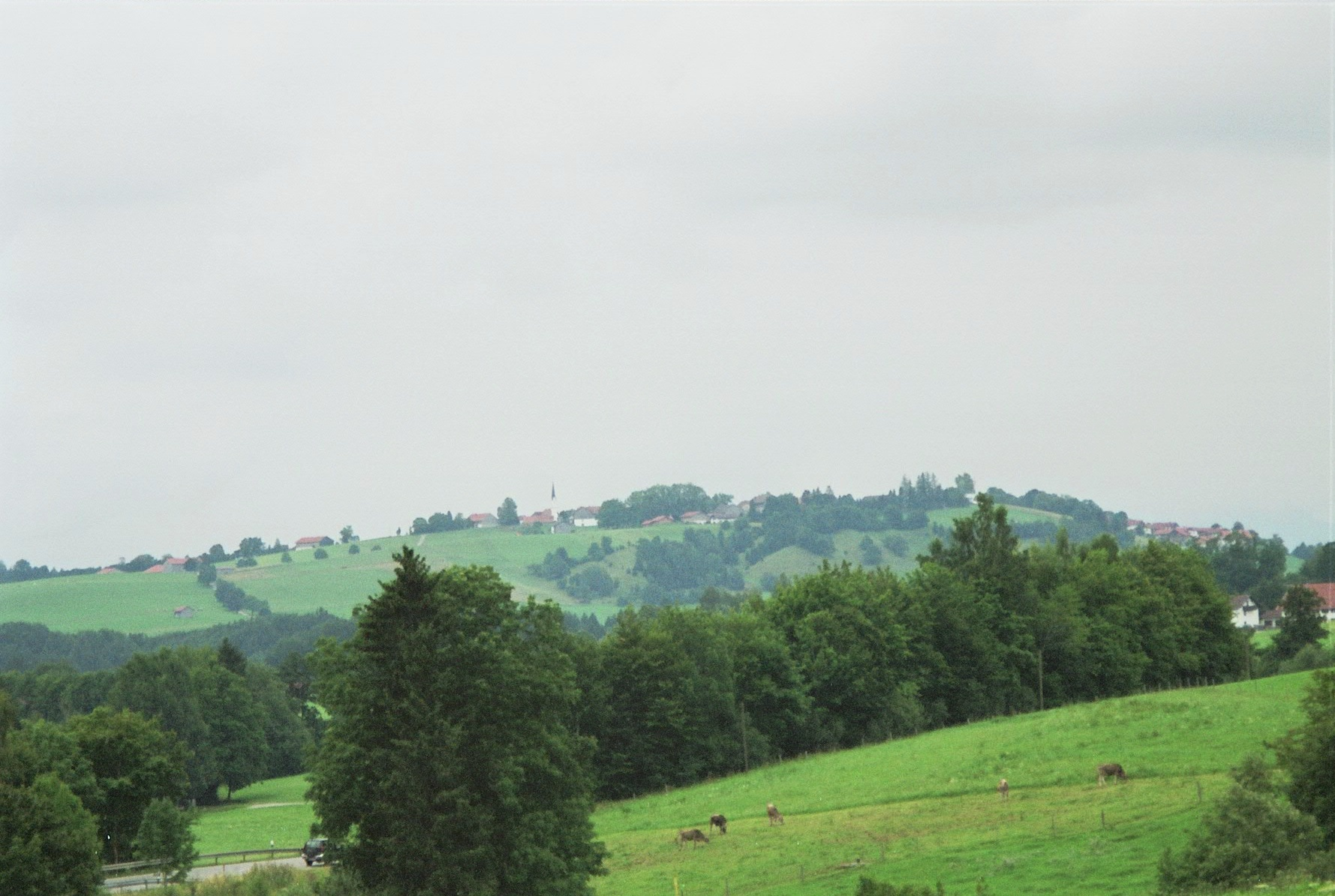
Der Gemeindeteil Schönberg von Westen
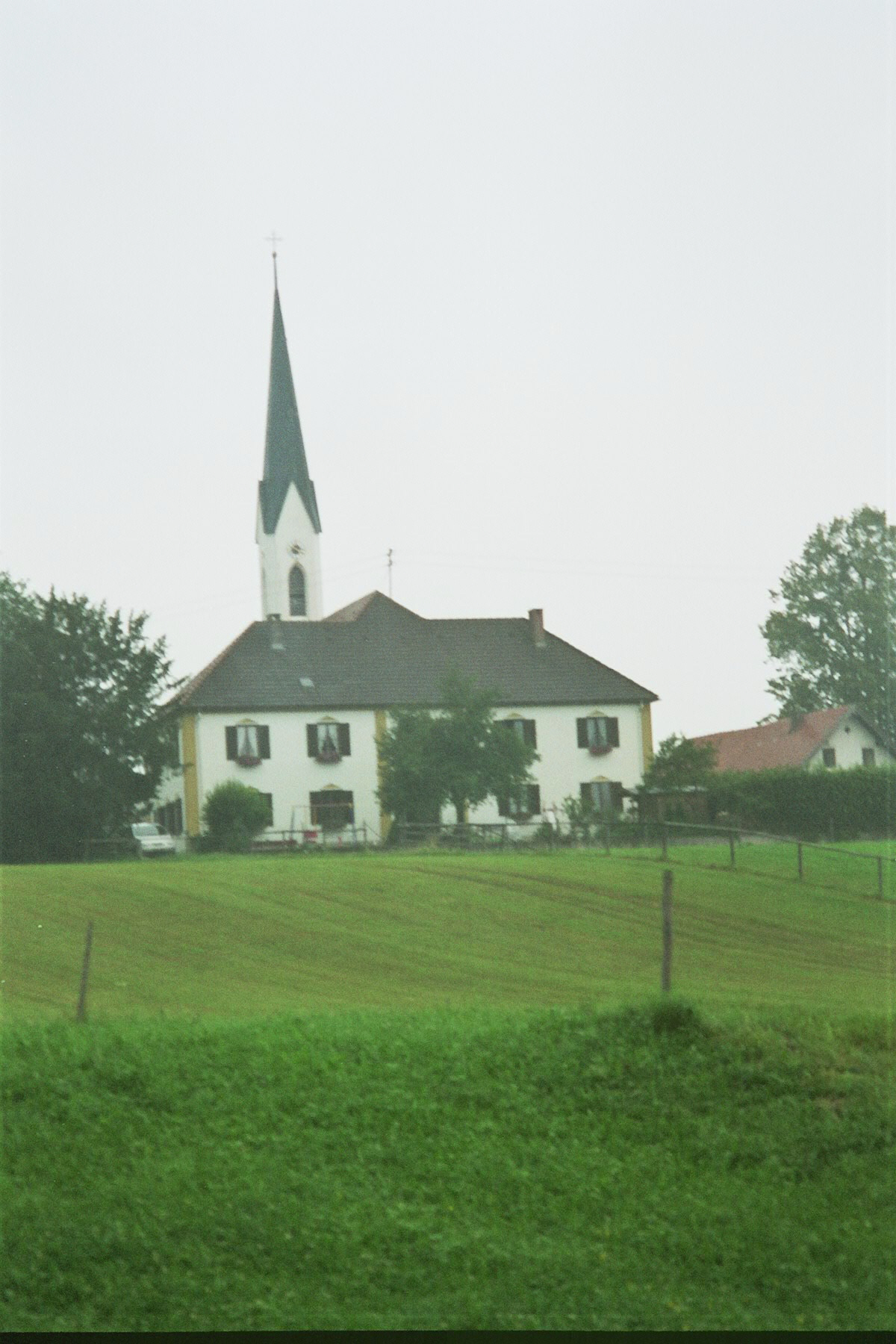
Kirchturm und Pfarrhaus in Schönberg

## Wirtschaft und Infrastruktur

### Wirtschaft einschließlich Land- und Forstwirtschaft
Im Jahr 2020 gab es nach amtlicher Statistik insgesamt 738 sozialversicherungspflichtig Beschäftigte am Wohnort. Im verarbeitenden Gewerbe gab es zehn, im Bauhauptgewerbe sechs Betriebe. Zudem bestanden im Jahr 2016 63 landwirtschaftliche Betriebe mit einer landwirtschaftlich genutzten Fläche von 1750 ha Dauergrünfläche.

### Bildung
2006 gab es folgende Einrichtungen:
- Kindergarten der Don-Bosco-Schwestern: 50 Kindergartenplätze
- Grundschule: 1.–4. Klasse mit vier Lehrern und 93 Schülern
- Berufsfachschule für Kindererziehung (Don-Bosco-Schwestern)
- Fachakademie für Sozialpädagogik (Don-Bosco-Schwestern)
- Schule für Individuelle Lebensbewältigung (Don-Bosco-Schwestern)

## Persönlichkeiten

### Ehrenbürger
- Karl Berger, Altbürgermeister[15]
- Karl Echtler, Altbürgermeister
- Walter Kronast, geistlicher Rat
- Jakob Mois (1907–1998), Geistlicher und Historiker
- Sr. Margareta Nickl

### Söhne und Töchter der Gemeinde
- Augustin Strobl (um 1550–1592), Benediktiner, Abt der Abtei Niederaltaich
- Matthias Pussjäger (1654–1734), Barockmaler
- Joachim Angerer (1934–2019), Abt des Chorherrenstiftes Geras und Musikwissenschaftler
- Hans Rainer Sepp (* 1954), Philosoph
- Barnabas Bögle (* 1957), Abt der Benediktinerabtei Ettal und des Klosters Wechselburg sowie Abtpräses der Bayerischen Benediktinerkongregation.

### Persönlichkeiten mit Bezug zu Rottenbuch
- Hermann von Heeren, Hanseatischer Ministerresident in Paris

## Kaltblut-Fohlenmarkt
Der Kaltblut-Fohlenmarkt Rottenbuch auf der Fohlenwiese ist der größte Kaltblut-Fohlenmarkt Deutschlands. Seit 1558 wird in Rottenbuch ein Pferdemarkt veranstaltet. In den dreißiger Jahren übernahm der Pferdezuchtverband Oberbayern die Organisation. Der Fohlenmarkt besteht bist heute. Es gibt Bierzeltbetrieb mit Trachtenverein und der Musikkapelle Rottenbuch sowie eine Fohlen-Versteigerung unter freiem Himmel. Es werden Süddeutsche Kaltblut-Fohlen versteigert. Die Veranstaltung findet alljährlich immer Ende August/Anfang September statt.